# 28. ceremonia wręczenia Oscarów
28. ceremonia rozdania Oscarów odbyła się 21 marca 1956 roku w RKO Pantages Theatre w Los Angeles oraz NBC Century Theatre w Nowym Jorku.

## Laureaci i nominowani
Dla wyróżnienia zwycięzców poszczególnych kategorii, napisano ich pogrubioną czcionką oraz umieszczono na przedzie (tj. poza kolejnością nominacji na oficjalnych listach).

### Najlepszy Film
- Harold Hecht – Marty
- Buddy Adler – Miłość jest wspaniała
- Leland Hayward – Mister Roberts
- Fred Kohlmar – Piknik
- Hal B. Wallis – Tatuowana róża

### Najlepszy Aktor
- Ernest Borgnine – Marty
- James Cagney – Kochaj albo odejdź
- James Dean – Na wschód od Edenu
- Frank Sinatra – Złotoręki
- Spencer Tracy – Czarny dzień w Black Rock

### Najlepsza Aktorka
- Anna Magnani – Tatuowana róża
- Susan Hayward – Jutro będę płakać
- Katharine Hepburn – Urlop w Wenecji
- Jennifer Jones – Miłość jest wspaniała
- Eleanor Parker – Przerwana melodia

### Najlepszy Aktor Drugoplanowy
- Jack Lemmon – Mister Roberts
- Arthur Kennedy – Trial
- Joe Mantell – Marty
- Sal Mineo – Buntownik bez powodu
- Arthur O’Connell – Piknik

### Najlepsza Aktorka Drugoplanowa
- Jo Van Fleet – Na wschód od Edenu
- Betsy Blair – Marty
- Peggy Lee – Pete Kelly’s Blues
- Natalie Wood – Buntownik bez powodu
- Marisa Pavan – Tatuowana róża

### Najlepszy Reżyser
- Delbert Mann – Marty
- John Sturges – Czarny dzień w Black Rock
- Elia Kazan – Na wschód od Edenu
- Joshua Logan – Piknik
- David Lean – Urlop w Wenecji

### Najlepszy Scenariusz Oryginalny
- William Ludwig i Sonya Levien – Przerwana melodia
- Milton Sperling i Emmet Lavery – The Court-Martial of Billy Mitchell
- Betty Comden i Adolph Green – Zawsze jest piękna pogoda
- Jacques Tati i Henri Marquet – Wakacje pana Hulot
- Melville Shavelson i Jack Rose – The Seven Little Foys

### Najlepsze Materiały do Scenariusza
- Daniel Fuchs – Kochaj albo odejdź
- Joe Connelly i Bob Mosher – Prywatna wojna majora Bensona
- Nicholas Ray – Buntownik bez powodu
- Jean Marsan, Henry Troyat, Jacques Perret, Henri Verneuil i Raoul Ploquin – Owca z pięcioma nogami
- Beirne Lay Jr. – Dowództwo lotnictwa strategicznego

### Najlepszy Scenariusz Adaptowany
- Paddy Chayefsky – Marty
- Millard Kaufman – Czarny dzień w Black Rock
- Richard Brooks – Szkolna dżungla
- Paul Osborn – Na wschód od Edenu
- Daniel Fuchs i Isobel Lennart – Kochaj albo odejdź

### Najlepsze zdjęcia

#### Film czarno−biały
- James Wong Howe – Tatuowana róża
- Russell Harlan – Szkolna dżungla
- Arthur Arling – Jutro będę płakać
- Joseph LaShelle – Marty
- Charles Lang – Queen Bee

#### Film barwny
- Robert Burks – Złodziej w hotelu
- Harry Stradling – Faceci i laleczki
- Leon Shamroy – Miłość jest wspaniała
- Harold Lipstein – A Man Called Peter
- Robert Surtees – Oklahoma!

### Najlepsza Scenografia i Dekoracja Wnętrz

#### Film Czarno−Biały
- Hal Pereira, Tambi Larsen, Sam Comer i  Arthur Krams – Tatuowana róża
- Cedric Gibbons, Randall Duell, Edwin B. Willis i Henry Grace – Szkolna dżungla
- Cedric Gibbons, Malcolm Brown, Edwin B. Willis i Hugh Hunt – Jutro będę płakać
- Joseph C. Wright i Darrell Silvera – Złotoręki
- Ted Haworth, Walter M. Simonds i Robert Priestley – Marty

#### Film Kolorowy
- William Flannery, Jo Mielziner i Robert Priestley – Piknik
- Lyle Wheeler, John DeCuir, Walter M. Scott i Paul S. Fox – Tajemniczy opiekun
- Oliver Smith, Joseph C. Wright i Howard Bristol – Faceci i laleczki
- Lyle Wheeler, George W. Davis, Walter M. Scott i Jack Stubbs – Miłość jest wspaniała
- Hal Pereira, J. McMillan Johnson, Sam Comer i Arthur Krams – Złodziej w hotelu

### Najlepszy Dźwięk
- Todd-AO Sound Department, reżyser dźwięku: Fred Hynes – Oklahoma!
- 20th Century Fox Studio Sound Department, reżyser dźwięku: Carlton W. Faulkner – Miłość jest wspaniała
- Metro-Goldwyn-Mayer Studio Sound Department, reżyser dźwięku: Wesley C. Miller – Kochaj albo odejdź
- Warner Bros. Studio Sound Department, reżyser dźwięku: William A. Mueller – Mister Roberts
- Radio Corporation of America Sound Department, reżyser dźwięku: Watson Jones – Za wszelką cenę

### Najlepsza Piosenka
- „Love Is a Many-Splendored Thing” – Miłość jest wspaniała – muzyka: Sammy Fain; słowa: Paul Francis Webster
- „I'll Never Stop Loving You” – Kochaj albo odejdź – muzyka: Nicholas Brodszky; słowa: Sammy Cahn
- „Something’s Gotta Give” – Tajemniczy opiekun – muzyka i słowa: Johnny Mercer
- „(Love Is) The Tender Trap” – Pułapka miłości – muzyka: Jimmy Van Heusen; słowa: Sammy Cahn
- „Unchained Melody” – Unchained – muzyka: Alex North; słowa: Hy Zaret

### Najlepsza Muzyka

#### Dramat/Komedia
- Alfred Newman – Miłość jest wspaniała
- Max Steiner – Operacja Saipan
- Elmer Bernstein – Złotoręki
- George Duning – Piknik
- Alex North – Tatuowana róża

#### Musical
- Robert Russell Bennett, Jay Blackton i Adolph Deutsch – Oklahoma!
- Alfred Newman – Tajemniczy opiekun
- Jay Blackton i Cyril J. Mockridge – Faceci i laleczki
- André Previn – Zawsze jest piękna pogoda
- Percy Faith i George Stoll – Kochaj albo odejdź

### Najlepszy Montaż
- Charles Nelson i William A. Lyon – Piknik
- Ferris Webster – Szkolna dżungla
- Alma Macrorie – Mosty Toko-Ri
- Gene Ruggiero i George Boemler – Oklahoma!
- Warren Low – Tatuowana róża

### Najlepsze Kostiumy

#### Film Czarno-Biały
- Helen Rose – Jutro będę płakać
- Beatrice Dawson – Klub Pickwicka
- Jean Louis – Queen Bee
- Edith Head – Tatuowana róża
- Tadaoto Kainosho – Opowieści księżycowe

#### Film Kolorowy
- Charles LeMaire – Miłość jest wspaniała
- Irene Sharaff – Faceci i laleczki
- Helen Rose – Przerwana melodia
- Edith Head – Złodziej w hotelu
- Charles LeMaire i Mary Wills – Królowa dziewica

### Najlepsze Efekty Specjalne
- Paramount Studio – Mosty Toko-Ri
- Associated British Picture Corporation – The Dam Busters
- 20th Century Fox Studio – Deszcze w Ranchipur

### Najlepszy Krótkometrażowy Film Animowany
- Edward Selzer – Speedy Gonzales (z serii Zwariowane melodie oraz własnej)
- Fred Quimby, William Hanna i Joseph Barbera – Good Will to Men
- Walter Lantz – The Legend of Rock-a-bye Point (z serii o Chilly Willym)
- Walt Disney – No Hunting (z serii o Kaczorze Donaldzie)

### Najlepszy Krótkometrażowy Film na Jednej Rolce
- Edmund Reek – Survival City
- Robert Youngson – Gadgets Galore
- Carson Davidson – 3rd Ave. El
- Justin Herman – Three Kisses

### Najlepszy Krótkometrażowy Film na Dwóch Rolkach
- Wilbur T. Blume – The Face of Lincoln
- Dore Schary – The Battle of Gettysburg
- George K. Arthur – On the Twelfth Day...
- Walt Disney – Switzerland
- Cedric Francis – 24-Hour Alert

### Najlepszy Film Dokumentalny

#### Krótkometrażowy
- Walt Disney – Men Against Arctic
- Dore Schary – The Battle of Gettysburg
- Wilbur T. Blume – The Face of Lincoln

#### Pełnometrażowy
- Nancy Hamilton – Heen Keller In Her Story
- Rene Risacher – Crèvecoeur (ang. Heartbreak Ridge)

### Najlepszy Film Nieanglojęzyczny
- Japonia – Samuraj

### Nagrody Naukowe i Techniczne

#### Klasa I
- Firma National Carbon – za stworzenie i produkcje filtru świetlnego (ang. yellow flame carbon) dla zdjęć kolorowych

#### Klasa II
- Eastman Kodak – za stworzenie Eastman Tri-X Panchromatic Negative Film
- Farciot Edouart, Hal Corl oraz Paramount Studio Transparency Department – za rozwój i produkcje nowego projektora (ang. double-frame, triple-head background)

#### Klasa III
- 20th Century Fox oraz firma Bausch & Lomb – za wprowadzenie nowego połączenia optyki medycznej ze zdjęciami filmowymi
- Walter Jolley, Maurice Larson i R.H. Spies z 20th Century Fox – za proces rozpylania, służący do tworzenia metalicznych powierzchni
- Steve Krilanovich – za ulepszenie oprzyrządowania sterującego pracą kamery
- Dave Anderson z 20th Century Fox – za ulepszone reflektory oświetleniowe, zdolne utrzymać stałą jasność podczas zmiany dystansu.
- Loren L. Ryder, Charles West, Henry Fracker oraz Paramount Pictures – za indeksowanie taśmy filmowej, w celu poprawnego dostosowania ramek do różnych szerokości ekranu
- Farciot Edouart, Hal Corl oraz Paramount Studio Transparency Department – za nowy typ projektora (ang. dual stereopticon background projector)